# Verdikal Gap
Das Verdikal Gap (englisch; bulgarisch Вердикалска седловина Werdikalska sedlowina) ist ein über 750 m hoher, 5,3 km breiter, vereister und abgeflachter Bergsattel im Norden des Grahamlands auf der Antarktischen Halbinsel. Auf der Trinity-Halbinsel gehört er zur Wasserscheide zwischen der Bransfieldstraße und dem Prinz-Gustav-Kanal. Er reicht vom Louis-Philippe-Plateau im Norden bis zum Mount Canicula und den Trakiya Heights im Süden und trennt den Russell-West- vom Russell-East-Gletscher.
Deutsche und britische Wissenschaftler kartierten ihn 1996 gemeinsam. Die bulgarische Kommission für Antarktische Geographische Namen benannte ihn 2010 nach der Ortschaft Werdikal im Westen Bulgariens.